# Елла Ейр
Елла МакМехон, сценічне ім'я Елла Ейр (англ. Ella McMahon; нар. 1 квітня 1994, Лондон, Англія, Велика Британія) — британська R&B/EDM-співачка, авторка пісень та авторка-виконавиця ямайсько-мальтійського походження. Відома співпрацею із Rudimental над їх спільним синглом «Waiting All Night» (2013), який досяг вершини британського музичного чарту і виграв 2014 Brit Award в категорії British Single of the Year; із Sigala над їх спільним синглами «Came Here for Love» (2017) та «Just Got Paid» (2018). Її дебютний міні-альбом «Deeper» вийшов у 2013, а її дебютний студійний альбом «Feline» вийшов у 2015. Ейр вважає Лорін Гілл, Етту Джеймс, дует Basement Jaxx та Ганса Ціммера найбільшими музичними впливами на себе.

## Життєпис
Елла МакМехон народилася 1 квітня 1994 у Ілінгу, західному Лондоні. Її батько має ямайське коріння, а матір мальтійське походження.

## Особисте життя
1 лютого 2017 Ейр та Леві Морган завершили свої 2-річні стосунки.

## Дискографія
Студійні альбоми
- 2015: Feline

Міні-альбоми
- 2013: Deeper
- 2015: Ella Eyre
- 2020: Quarter Life Crisis

Сингли
- 2013: "Deeper"
- 2014: "If I Go"
- 2014: "Comeback"
- 2015: "Together"
- 2015: "Good Times"
- 2015: "Swing Low, Sweet Chariot"
- 2017: "Came Here for Love"
- 2017: "Ego"
- 2018: "Answerphone"
- 2018: "Just Got Paid"

## Нагороди та номінації
| Рік  | Нагороди    | Категорія          | Реципієнт           | Результат |
| ---- | ----------- | ------------------ | ------------------- | --------- |
| 2014 | MTV         | Brand New for 2014 | Н/Д                 | Номінація |
| 2014 | BRIT Awards | Critics' Choice    | Н/Д                 | Номінація |
| 2014 | BRIT Awards | Single of the Year | "Waiting All Night" | Перемога  |
| 2014 | BBC         | Sound of 2014      | Н/Д                 | Second    |
| 2014 | MOBO Awards | Best Newcomer      | Н/Д                 | Перемога  |
| 2015 | MOBO Awards | Best Female        | Н/Д                 | Перемога  |